# 清田區
清田区（日语：／ Kiyota ku */?）是位于札幌市東南部的一区。於1997年由豐平区東部分出設置。
北側以は東北通為界與白石區和厚別區接鄰，西側以吉田川、羊之丘、山部川接鄰豐平區，西南側為南區，南側為與惠庭市相連的丘陵地，東側以大曲川和北廣島市分隔。
過去的地名原為「厚別本通」，現在的地名是在1944年變更地名時，因為當地有許多水田，因此以美麗清澈的水田命名為「清田」。 

## 歷史
現在的清田地區最早以阿伊努語的地名稱為「asir-pet/（新的河流）」（漢字上也有被寫為「厚別」），1873年月寒開拓團的一名成員長岡重治成為最早遷移至此進行開墾的和人，並逐漸發展成以水田為主的聚落。

### 年表
- 1872年：設置豐平村。
- 1873年：開始有移民進入現在的清田地區進行開墾。
- 1902年4月1日：豐平村、平岸村、月寒村合併為豐平村。
- 1908年6月1日：改制為豐平町。
- 1910年：豐平町的部分地區被併入札幌區（現在的札幌市）。
- 1961年5月1日：豐平町被併入札幌市。
- 1972年4月1日：札幌市成為政令指定都市，原豐平町的東半部設置為豐平區，並在清田地區設置清田出張所。
- 1994年：設置豐平區役所清田分廳舎。
- 1997年11月4日：豐平區的東半部另劃分設置為清田區。